# Jordán (Chlumec nad Cidlinou)
Rybník Jordán o výměře vodní plochy 4,95 ha se nalézá na severním okraji města Chlumec nad Cidlinou v okrese Hradec Králové v těsné blízkosti rybníků Chlumecký a Vítkovský. Rybník je ve vlastnictví společnosti Rybářství Chlumec nad Cidlinou a je využíván pro chov ryb. V bezprostřední blízkosti rybníka se nalézá soustava šesti násadových rybníčků využívaných pro odchov rybí násady.

## Historie
Rybník Jordán je pozůstatkem bývalé rozsáhlé Chlumecké rybniční soustavy, která v době svého největšího rozkvětu čítala na 193 rybníků vybudovaných v průběhu 15. až 16. století v oblasti povodí řek Cidliny a Bystřice. 

## Galerie

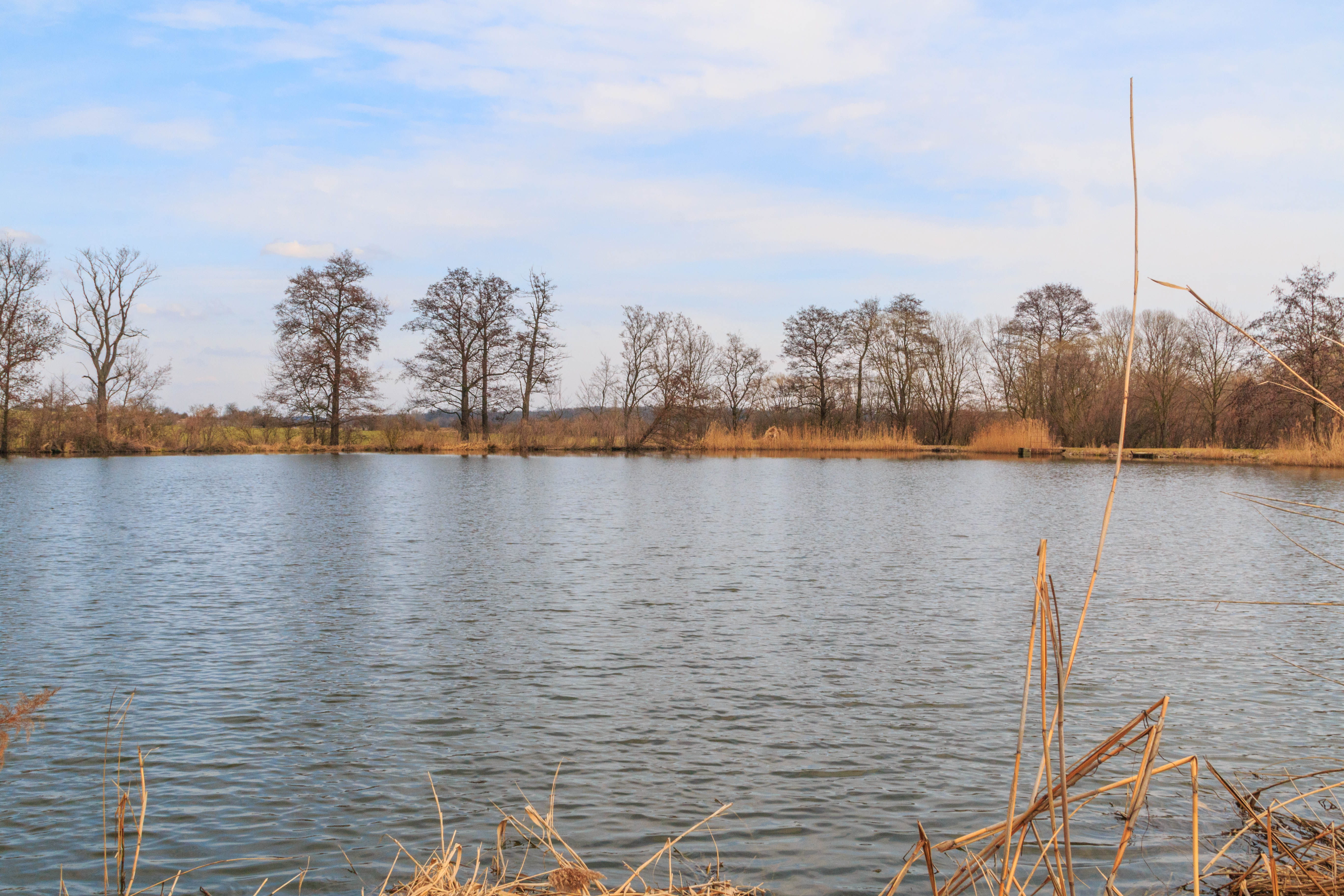
rybník Jordán
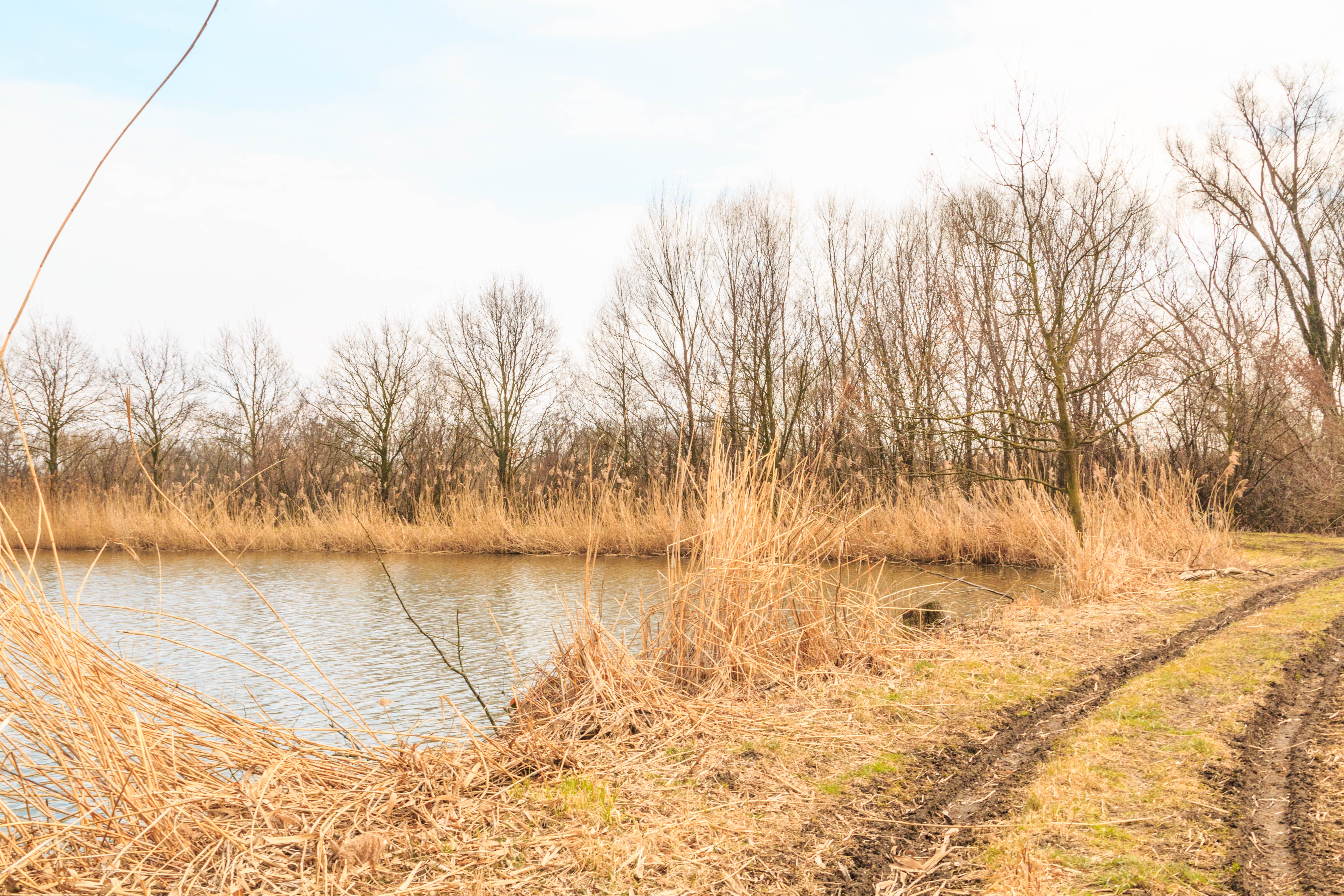
rybník Jordán – násadové rybníčky
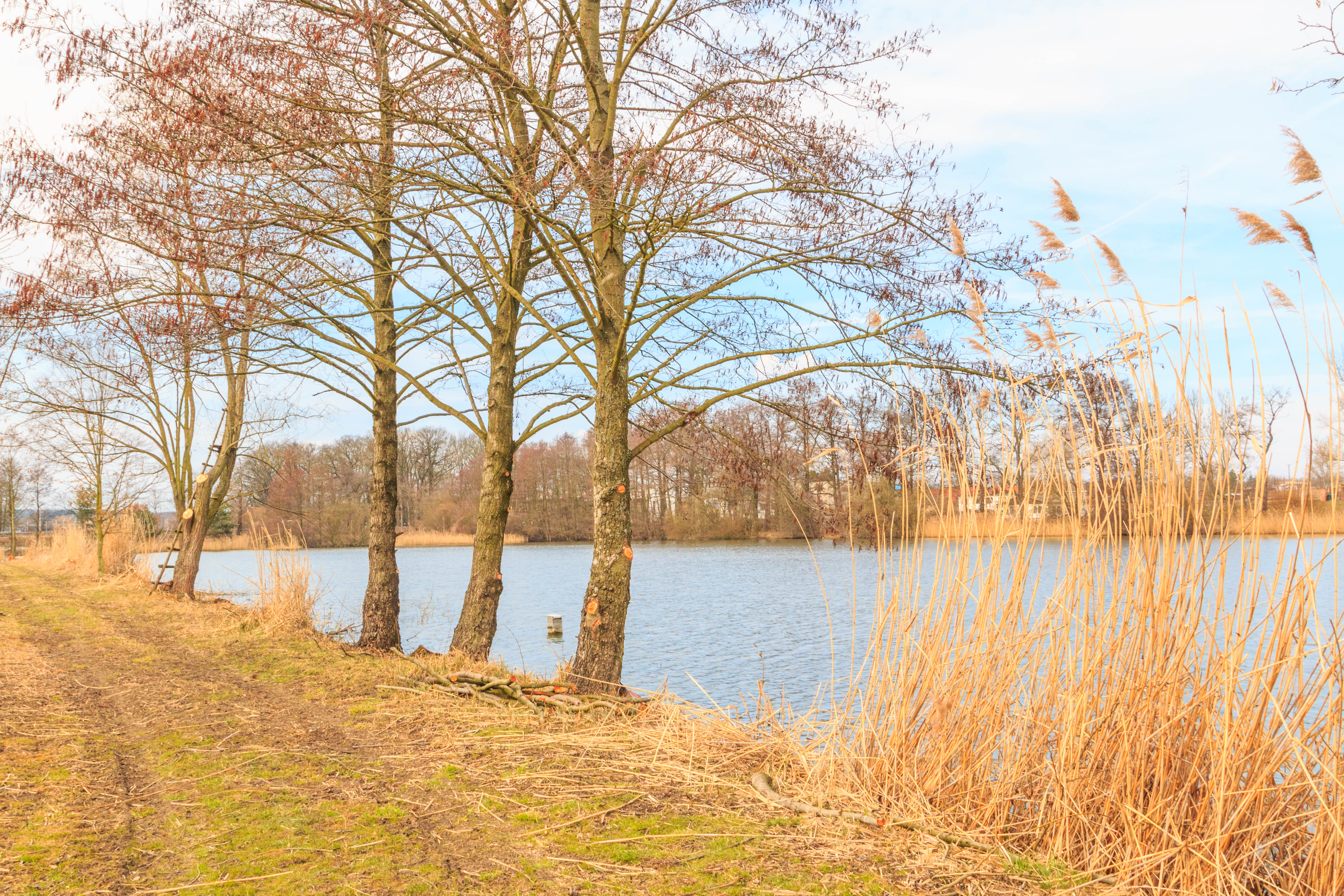
rybník Jordán
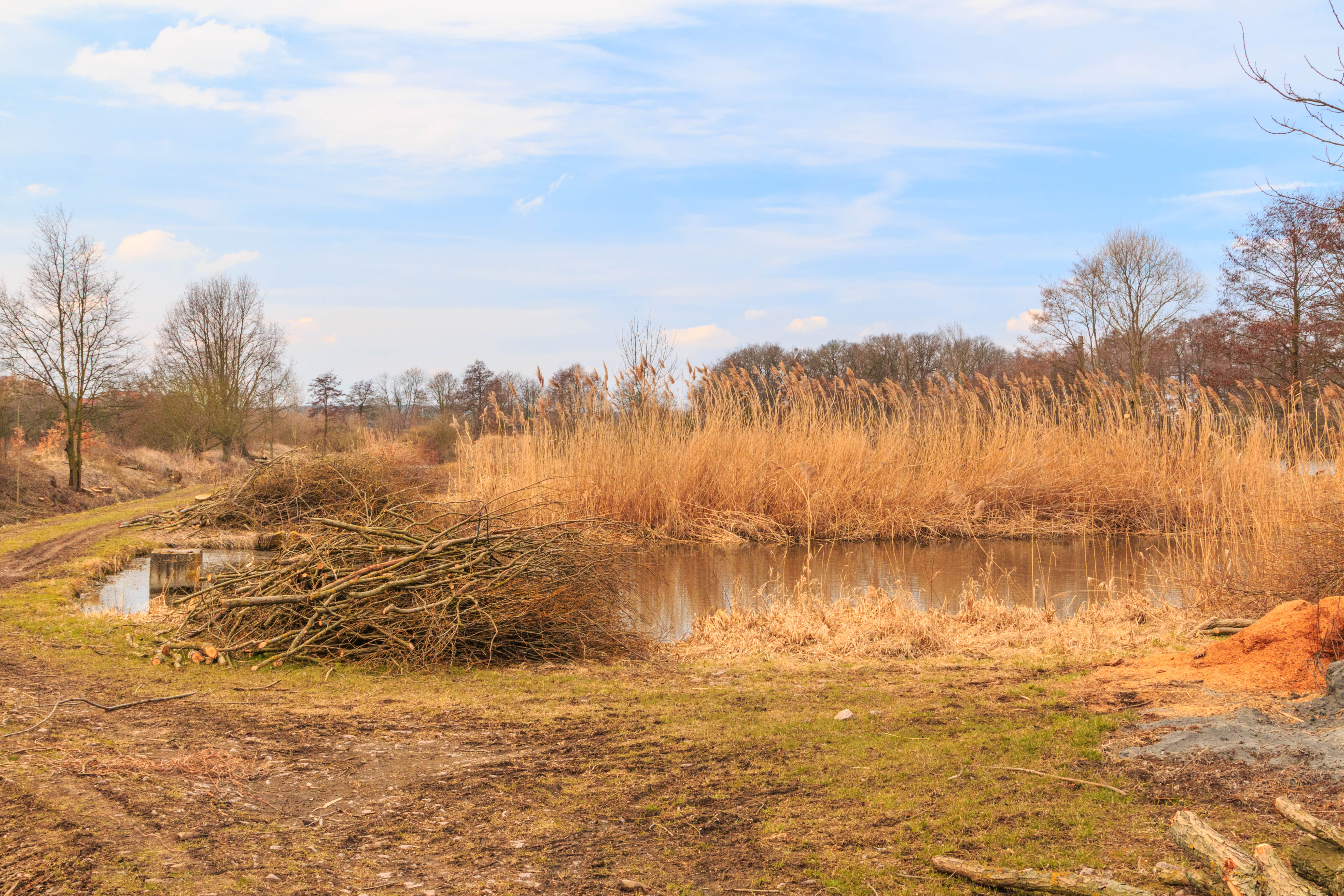
rybník Jordán – násadové rybníčky